# Уолш, Мария Елена
Мария Елена Уолш (исп. María Elena Walsh; 1 февраля 1930, Рамос-Мехия, Большой Буэнос-Айрес — 10 января 2011, Буэнос-Айрес, Аргентина) — аргентинская писательница, поэтесса, драматург, композитор, журналистка. Феминистка.
Наряду с Лаурой Деветач считается одной из зачинателей детской литературы Аргентины.

## Биография

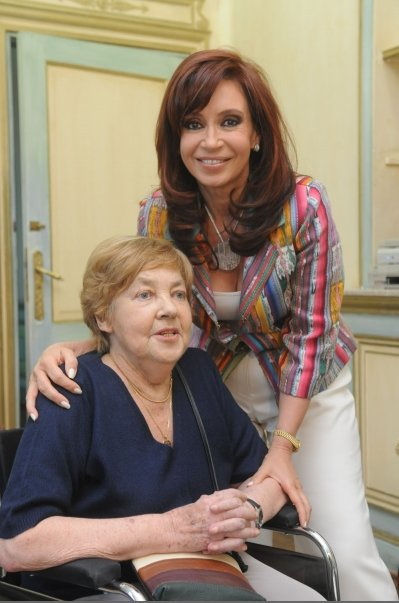
Мария Елена Уолш с Президентом Аргентины Кристиной Фернандес де Киршнер, 2008

Родилась в пригороде Буэнос-Айреса. Детство Марии прошло в литературном и музыкальном окружении. В 15-летнем возрасте она впервые опубликовала свои работы в журнале El Hogar и газете La Nación. В 1947 году издала свою первую книгу — сборник стихов, получивший одобрение критиков и читателей.
Закончив обучение в 1948 году, путешествовала по Северной Америке. В начале 1950-х годов провела четыре года в Париже. Вернулась на родину после Освободительной революции в 1956 году.
С 1958 года Уолш писала многочисленные сценарии для ТВ, игры, поэмы, книги и песни. Автор более сорока книг для детей и юношества.
В годы аргентинской военной диктатуры (1976—1983) писательница подвергалась преследованиям со стороны властей, но её популярность защищала Уолш. В открытом письме она критиковала цензуру режима. Её песня «Oración a la Justicia» (Молитва о справедливости) стала гимном гражданских прав аргентинцев.
Умерла от онкозаболевания (опухоль кости) в Буэнос-Айресе. Похоронена на кладбище Ла-Чакарита.
1 февраля 2013 года Google выпустил дудл к 83-летию со дня рождения поэтессы.

## Личная жизнь
С 1978 года состояла в отношениях с фотографом Сарой Фасио.

## Избранные произведения
Для взрослых
- Otoño imperdonable (1947)
- Apenas Viaje (стихи) (1948)
- Baladas con Angel (стихи) (1951)
- Casi Milagro (стихи) (1958)
- Hecho a Mano (стихи) (1965)
- Juguemos en el mundo (стихи) (1971)
- La Sirena y el Capitán (1974)
- El País de la Geometría (учебник) (1974)
- Cancionero contra el Mal de Ojo (стихи) (1976)
- Los Poemas (1982)
- Novios de Antaño (роман) (1990)
- Desventuras en el País-Jardín-de-Infantes (1993)
- Hotel Pioho’s Palace (2002)
- Fantasmas en el Parque (2008)

Книги для детей
- La Mona Jacinta (1960)
- La Familia Polillal (1960)
- Tutú Marambá (1960)
- Circo de Bichos (1961)
- Tres Morrongos (1961)
- El Reino del Revés (стихи и песни) (1965)
- Zoo Loco (1965)
- Cuentopos de Gulubú (1966)
- Dailán Kifki (роман) (1966)
- Versos para Cebollitas (1966)
- Versos Folklóricos para Cebollitas (1967)
- Aire Libre (учебник) (1967)
- Versos Tradicionales para Cebollitas (1967)
- El Diablo Inglés (рассказ) (1970)
- Angelito (1974)
- Chaucha y Palito (рассказ) (1977)
- Veo Veo (1984)
- Bisa Vuela (1985)
- Los Glegos (1987)
- La Nube Traicionera (1989)

## Дискография
Уолш записала ряд альбомов с песнями для детей и взрослых. В первых альбомах особенно ощутимое влияние аргентинского фольклора.
Соло
- Canciones para Mirar (1962)
- Doña Disparate y Bambuco (1962)
- Navidad para los Chicos (1963)
- Canciones para Mí (1963)
- Canciones para Mirar (1963)
- El País de Nomeacuerdo (1967)
- El País de la Navidad (1968)
- Cuentopos (1968)
- Juguemos en el Mundo (1968)
- Cuentopos para el Recreo (1969)
- Juguemos en el Mundo II (1969)
- El Sol no tiene Bolsillos (1971)
- Como la Cigarra (1972)
- El Buen Modo (1976)
- De Puño y Letra (1976)

Совместно с Ледой Вальядарес (Leda y María)
- Chant d’Argentine (1954)
- Souns le Ciel de l’Argentine (1955)
- Entre Valles y Quebradas Vol. 1 & 2 (1957)
- Canciones del Tiempo de Maricastaña (1958)
- Leda y María Cantan Villancicos (EP) (1959)
- Canciones de Tutú Marambá (EP) (1960)

## Награды
- Золотая медаль за заслуги в области изящных искусств (2010)
- Почётный гражданин города Буэнос-Айрес (1985)
- Почётный доктор (honoris causa) Национального университета Кордовы (1990)
- Премия Ганса Христиана Андерсена Международного совета по детской и юношеской литературе (1994)